# Passerin
I Passerin (pron. fr. [pasørɛ̃]) sono una famiglia nobile di origine fiorentina risalente al XIII secolo, che  nel periodo della lotta tra guelfi e ghibellini si spostò in Valle d'Aosta. 

## Storia
Nel XV secolo erano residenti a Valtournenche insieme ai Bich, discendenti dei Bichi Pisani, forse scappati dalla Toscana insieme a loro. Jean Passerin prese parte alla campagna delle Fiandre e nel 1556 Emanuele Filiberto di Savoia confermò loro la nobiltà e il possesso di vari feudi attraverso patenti di nobiltà concessegli a Bruxelles il 28 ottobre.
Si divisero successivamente nei seguenti rami: i Passerin de Brissogne, i Passerin de Fornet, i Passerin d'Escalier e Passerin Ferrara (nel Canavese) e i Passerin d'Entrèves et Courmayeur.
Questi ultimi diedero molti uomini illustri alla Valle d'Aosta, tra pari, sindaci di Aosta e consiglieri al Conseil des Commis.
Delle 215 famiglie nobili citate dallo storico Jean-Baptiste de Tillier nel suo Nobiliaire du Duché d'Aoste sono l'unica famiglia nobiliare valdostana rimasta in Valle d'Aosta e ancora iscritta al Corpo della nobiltà italiana.